# 비티니아 군주 목록
비티니아 군주 목록은 아나톨리아 북서부에 있던 고대 왕국 비티니아의 통치자를 다룬다.
지포이테스 1세가 기원전 297년에 바실레우스 (왕)이라는 그리스 칭호를 갖기 전, 그 또는 그의 전임자들의 지위는 "대공", "족장", "지배자", "왕" 등 다양하게 묘사되었다. 비티니아 군주들에 대한 주요 사료 중 하나는 헤라클레이아의 멤논이 쓴 '헤라클레이아의 대하여'(고대 그리스어: Περί Ηρακλείας)이다.

## 목록
- 도이달수스 (고대 그리스어: Δοιδαλσοῦ 또는 Δυδαλσοῦ). 헤라클레이아의 멤논은 그에 대해 이렇게 기록을 남겼다: "[아스타코스는] 두달소스가 비티니아인들의 통치권을 얻자, 위대한 영예와 힘을 얻었다." (고대 그리스어: Δυδαλσοῦ τηνικαῦτα τὴν Βιθυνῶν ἀρχὴν ἔχοντος·). 앤드루 스미스(2004)는 이를 "도이달수스가 비티니아인들의 통치자가 되던 때."로 해석했다.[3] 도이달수스에 대한 유일한 다른 언급은 스트라본의 '지리학' 12.4.2에서 발견되며,[5] 그의 이름은  ̇Δοιδαλσοῦ로 기재되었지만, 그가 비티니아인들의 왕과 동일시되지는 않으며, 오직 아스타코스 도시랑만 관련되어 있다.[5] Slavova (2015)는 그를 '비티니아의 왕'이라 칭했다.[5] Olmstead (2022)에 따르면, 그는 최초로 알려진 '반독립 상태의 비티니아 왕'이다.[4]
- 보테이라스 (기원전 376년경 사망). 그는 두달소스의 후계자로 멤논에게서만 유일하게 언급됐다.[3]
- 바스 (기원전 376년경–326년). 멤논은 "이 자 [바스]의 생애가 71년이 되었고, 이는 그가 왕[a]으로서 재위한 지 50년이었다." (고대 그리스어: Τούτου βίος μὲν ἐγεγόνει ἐτῶν αʹ καὶ οʹ, ὧν ἐβασίλευσε νʹ.. 스미스 (2004)는 이 문구를 "그는 71년을 살았고, 50년간 왕으로 있었다"로 해석했다."[3]
- 지포이테스 1세 c. (기원전 326년–278년). 헤라클레이아의 멤논은 그를 '비티니아인들의 에파르콘 지포이테스'(고대 그리스어: Ζιποίτης δὲ ὁ Βιθυνῶν ἐπάρχων)라 하였다. 앤드루 스미스 (2004)는 '비티니아인들의 지배자, 지포이테스'로 해석했다.[3] Williams (1990)에 따르면, 지포이테스는 기원전 297년 ' 바실레우스'(왕)이라는 그리스 직위를 얻기 전 '족장'이었다고 한다.[1] 헤라클레이아의 멤논은 지포이테스의 전체 통치를 서술할 때 그러한 구분을 하지 않은 것으로 보인다: "이 자 [지포이테스]의 생애는 76년이었고, 그는 영토를 48년 다스렸다[b]." (고대 그리스어: Οὗτος βιοὺς μὲν ἔτη Ϛʹ καὶ οʹ, κρατήσας δὲ τῆς ἀρχῆς ηʹ καὶ μ,). 스미스(2004)는 이 문구를 "지포이테스는 76년을 살았고 48년 동안 왕국을 다스렸다."로 해석했다[3] Slavova (2015)는 그를 '비티니아의 왕'이라 불렀다.[5]
- 지포이테스 2세 (기원전 278년–276년)
- 니코메데스 1세 (기원전 278년–255년). 멤논은 그를 "...비티니아인들의 바실레우스 니코메데스..." (고대 그리스어: ...Βιθυνῶν, ὁ τούτων βασιλεὺς Νικομήδης...), "비티니아의 바실레우스 니코메데스" (고대 그리스어: ὁ τῆς Βιθυνίας βασιλεὺς Νικομήδης)이라 묘사했으며, 스미스(2004)는 바실레우스를 왕으로 번역했다.[3]
- 에타제타 (섭정) (기원전 255년–254년)
- 지아엘라스 (기원전 254년–228년)
- 프루시아스 1세 콜로스 (기원전 228년–182년)
- 프루시아스 2세 키네고스 (기원전 182년–149년)
- 니코메데스 2세 에피파네스 (기원전 149년–127년)
- 니코메데스 3세 에우에르게테스 (기원전 127년–94년)
- 니코메데스 4세 필로파토르 (기원전 94년–74년)
- 소크라테스 크레스투스 - 기원전 90년경 잠시 재위했다

비티니아 왕들의 주화는 초상을 담고 있으며, 대체로 매우 정교한 헬레니즘 양식으로 새겨져 있다.

## 비티니아 왕의 가계도
|                              |                              |                              |                              |                              |                              |  |  |                                                      |                                                      |                                                      |                                                      |                                                      |                                                      |  |  | 보테이라스                                                      |                                                                 |                                                                 |                                                                 |                                                                 |                                                                 |  |  |                                                   |                                                   |                                                   |                                                   |                                                   |                                                   |  |  |                 |                 |                 |                 |                 |                 |
|                              |                              |                              |                              |                              |                              |  |  |                                                      |                                                      |                                                      |                                                      |                                                      |                                                      |  |  |                                                                 |                                                                 |                                                                 |                                                                 |                                                                 |                                                                 |  |  |                                                   |                                                   |                                                   |                                                   |                                                   |                                                   |  |  |                 |                 |                 |                 |                 |                 |
|                              |                              |                              |                              |                              |                              |  |  |                                                      |                                                      |                                                      |                                                      |                                                      |                                                      |  |  | 바스 비티니아의 왕 기원전 376년경–326년                         |                                                                 |                                                                 |                                                                 |                                                                 |                                                                 |  |  |                                                   |                                                   |                                                   |                                                   |                                                   |                                                   |  |  |                 |                 |                 |                 |                 |                 |
|                              |                              |                              |                              |                              |                              |  |  |                                                      |                                                      |                                                      |                                                      |                                                      |                                                      |  |  |                                                                 |                                                                 |                                                                 |                                                                 |                                                                 |                                                                 |  |  |                                                   |                                                   |                                                   |                                                   |                                                   |                                                   |  |  |                 |                 |                 |                 |                 |                 |
|                              |                              |                              |                              |                              |                              |  |  |                                                      |                                                      |                                                      |                                                      |                                                      |                                                      |  |  | 지포이테스 1세 비티니아의 왕 기원전 326년경–276년               |                                                                 |                                                                 |                                                                 |                                                                 |                                                                 |  |  |                                                   |                                                   |                                                   |                                                   |                                                   |                                                   |  |  |                 |                 |                 |                 |                 |                 |
|                              |                              |                              |                              |                              |                              |  |  |                                                      |                                                      |                                                      |                                                      |                                                      |                                                      |  |  |                                                                 |                                                                 |                                                                 |                                                                 |                                                                 |                                                                 |  |  |                                                   |                                                   |                                                   |                                                   |                                                   |                                                   |  |  |                 |                 |                 |                 |                 |                 |
|                              |                              |                              |                              |                              |                              |  |  |                                                      |                                                      |                                                      |                                                      |                                                      |                                                      |  |  |                                                                 |                                                                 |                                                                 |                                                                 |                                                                 |                                                                 |  |  |                                                   |                                                   |                                                   |                                                   |                                                   |                                                   |  |  |                 |                 |                 |                 |                 |                 |
|                              |                              |                              |                              |                              |                              |  |  |                                                      |                                                      |                                                      |                                                      |                                                      |                                                      |  |  | 니코메데스 1세 비티니아의 왕 기원전 276년경–255년               | 니코메데스 1세 비티니아의 왕 기원전 276년경–255년               | 니코메데스 1세 비티니아의 왕 기원전 276년경–255년               | 니코메데스 1세 비티니아의 왕 기원전 276년경–255년               | 니코메데스 1세 비티니아의 왕 기원전 276년경–255년               | 니코메데스 1세 비티니아의 왕 기원전 276년경–255년               |  |  | 지포이테스 2세 비티니아의 왕 기원전 279년경–276년 | 지포이테스 2세 비티니아의 왕 기원전 279년경–276년 | 지포이테스 2세 비티니아의 왕 기원전 279년경–276년 | 지포이테스 2세 비티니아의 왕 기원전 279년경–276년 | 지포이테스 2세 비티니아의 왕 기원전 279년경–276년 | 지포이테스 2세 비티니아의 왕 기원전 279년경–276년 |  |  |                 |                 |                 |                 |                 |                 |
|                              |                              |                              |                              |                              |                              |  |  |                                                      |                                                      |                                                      |                                                      |                                                      |                                                      |  |  | 니코메데스 1세 비티니아의 왕 기원전 276년경–255년               | 니코메데스 1세 비티니아의 왕 기원전 276년경–255년               | 니코메데스 1세 비티니아의 왕 기원전 276년경–255년               | 니코메데스 1세 비티니아의 왕 기원전 276년경–255년               | 니코메데스 1세 비티니아의 왕 기원전 276년경–255년               | 니코메데스 1세 비티니아의 왕 기원전 276년경–255년               |  |  | 지포이테스 2세 비티니아의 왕 기원전 279년경–276년 | 지포이테스 2세 비티니아의 왕 기원전 279년경–276년 | 지포이테스 2세 비티니아의 왕 기원전 279년경–276년 | 지포이테스 2세 비티니아의 왕 기원전 279년경–276년 | 지포이테스 2세 비티니아의 왕 기원전 279년경–276년 | 지포이테스 2세 비티니아의 왕 기원전 279년경–276년 |  |  |                 |                 |                 |                 |                 |                 |
|                              |                              |                              |                              |                              |                              |  |  |                                                      |                                                      |                                                      |                                                      |                                                      |                                                      |  |  | 지아엘라스 비티니아의 왕 기원전 254년경–228년                   |                                                                 |                                                                 |                                                                 |                                                                 |                                                                 |  |  |                                                   |                                                   |                                                   |                                                   |                                                   |                                                   |  |  |                 |                 |                 |                 |                 |                 |
|                              |                              |                              |                              |                              |                              |  |  |                                                      |                                                      |                                                      |                                                      |                                                      |                                                      |  |  |                                                                 |                                                                 |                                                                 |                                                                 |                                                                 |                                                                 |  |  |                                                   |                                                   |                                                   |                                                   |                                                   |                                                   |  |  |                 |                 |                 |                 |                 |                 |
|                              |                              |                              |                              |                              |                              |  |  |                                                      |                                                      |                                                      |                                                      |                                                      |                                                      |  |  |                                                                 |                                                                 |                                                                 |                                                                 |                                                                 |                                                                 |  |  |                                                   |                                                   |                                                   |                                                   |                                                   |                                                   |  |  |                 |                 |                 |                 |                 |                 |
| 필리포스 5세 마케도니아의 왕 | 필리포스 5세 마케도니아의 왕 | 필리포스 5세 마케도니아의 왕 | 필리포스 5세 마케도니아의 왕 | 필리포스 5세 마케도니아의 왕 | 필리포스 5세 마케도니아의 왕 |  |  | 아파마 3세 안티고노스 왕조                           | 아파마 3세 안티고노스 왕조                           | 아파마 3세 안티고노스 왕조                           | 아파마 3세 안티고노스 왕조                           | 아파마 3세 안티고노스 왕조                           | 아파마 3세 안티고노스 왕조                           |  |  | 프루시아스 1세 콜로스 비티니아의 왕 기원전 228년경–182년        | 프루시아스 1세 콜로스 비티니아의 왕 기원전 228년경–182년        | 프루시아스 1세 콜로스 비티니아의 왕 기원전 228년경–182년        | 프루시아스 1세 콜로스 비티니아의 왕 기원전 228년경–182년        | 프루시아스 1세 콜로스 비티니아의 왕 기원전 228년경–182년        | 프루시아스 1세 콜로스 비티니아의 왕 기원전 228년경–182년        |  |  | 딸 ∞ 안티오코스 히에락스 셀레우코스 왕조          | 딸 ∞ 안티오코스 히에락스 셀레우코스 왕조          | 딸 ∞ 안티오코스 히에락스 셀레우코스 왕조          | 딸 ∞ 안티오코스 히에락스 셀레우코스 왕조          | 딸 ∞ 안티오코스 히에락스 셀레우코스 왕조          | 딸 ∞ 안티오코스 히에락스 셀레우코스 왕조          |  |  |                 |                 |                 |                 |                 |                 |
| 필리포스 5세 마케도니아의 왕 | 필리포스 5세 마케도니아의 왕 | 필리포스 5세 마케도니아의 왕 | 필리포스 5세 마케도니아의 왕 | 필리포스 5세 마케도니아의 왕 | 필리포스 5세 마케도니아의 왕 |  |  | 아파마 3세 안티고노스 왕조                           | 아파마 3세 안티고노스 왕조                           | 아파마 3세 안티고노스 왕조                           | 아파마 3세 안티고노스 왕조                           | 아파마 3세 안티고노스 왕조                           | 아파마 3세 안티고노스 왕조                           |  |  | 프루시아스 1세 콜로스 비티니아의 왕 기원전 228년경–182년        | 프루시아스 1세 콜로스 비티니아의 왕 기원전 228년경–182년        | 프루시아스 1세 콜로스 비티니아의 왕 기원전 228년경–182년        | 프루시아스 1세 콜로스 비티니아의 왕 기원전 228년경–182년        | 프루시아스 1세 콜로스 비티니아의 왕 기원전 228년경–182년        | 프루시아스 1세 콜로스 비티니아의 왕 기원전 228년경–182년        |  |  | 딸 ∞ 안티오코스 히에락스 셀레우코스 왕조          | 딸 ∞ 안티오코스 히에락스 셀레우코스 왕조          | 딸 ∞ 안티오코스 히에락스 셀레우코스 왕조          | 딸 ∞ 안티오코스 히에락스 셀레우코스 왕조          | 딸 ∞ 안티오코스 히에락스 셀레우코스 왕조          | 딸 ∞ 안티오코스 히에락스 셀레우코스 왕조          |  |  |                 |                 |                 |                 |                 |                 |
|                              |                              |                              |                              |                              |                              |  |  |                                                      |                                                      |                                                      |                                                      |                                                      |                                                      |  |  |                                                                 |                                                                 |                                                                 |                                                                 |                                                                 |                                                                 |  |  |                                                   |                                                   |                                                   |                                                   |                                                   |                                                   |  |  |                 |                 |                 |                 |                 |                 |
| 아파메 4세                   | 아파메 4세                   | 아파메 4세                   | 아파메 4세                   | 아파메 4세                   | 아파메 4세                   |  |  |                                                      |                                                      |                                                      |                                                      |                                                      |                                                      |  |  | 프루시아스 2세 키네고스 비티니아의 왕 기원전 182년경–149년      | 프루시아스 2세 키네고스 비티니아의 왕 기원전 182년경–149년      | 프루시아스 2세 키네고스 비티니아의 왕 기원전 182년경–149년      | 프루시아스 2세 키네고스 비티니아의 왕 기원전 182년경–149년      | 프루시아스 2세 키네고스 비티니아의 왕 기원전 182년경–149년      | 프루시아스 2세 키네고스 비티니아의 왕 기원전 182년경–149년      |  |  |                                                   |                                                   |                                                   |                                                   |                                                   |                                                   |  |  |                 |                 |                 |                 |                 |                 |
| 아파메 4세                   | 아파메 4세                   | 아파메 4세                   | 아파메 4세                   | 아파메 4세                   | 아파메 4세                   |  |  |                                                      |                                                      |                                                      |                                                      |                                                      |                                                      |  |  | 프루시아스 2세 키네고스 비티니아의 왕 기원전 182년경–149년      | 프루시아스 2세 키네고스 비티니아의 왕 기원전 182년경–149년      | 프루시아스 2세 키네고스 비티니아의 왕 기원전 182년경–149년      | 프루시아스 2세 키네고스 비티니아의 왕 기원전 182년경–149년      | 프루시아스 2세 키네고스 비티니아의 왕 기원전 182년경–149년      | 프루시아스 2세 키네고스 비티니아의 왕 기원전 182년경–149년      |  |  |                                                   |                                                   |                                                   |                                                   |                                                   |                                                   |  |  |                 |                 |                 |                 |                 |                 |
|                              |                              |                              |                              |                              |                              |  |  |                                                      |                                                      |                                                      |                                                      |                                                      |                                                      |  |  |                                                                 |                                                                 |                                                                 |                                                                 |                                                                 |                                                                 |  |  |                                                   |                                                   |                                                   |                                                   |                                                   |                                                   |  |  |                 |                 |                 |                 |                 |                 |
|                              |                              |                              |                              |                              |                              |  |  |                                                      |                                                      |                                                      |                                                      |                                                      |                                                      |  |  |                                                                 |                                                                 |                                                                 |                                                                 |                                                                 |                                                                 |  |  |                                                   |                                                   |                                                   |                                                   |                                                   |                                                   |  |  |                 |                 |                 |                 |                 |                 |
|                              |                              |                              |                              |                              |                              |  |  |                                                      |                                                      |                                                      |                                                      |                                                      |                                                      |  |  | 니코메데스 2세 에피파네스 비티니아의 왕 기원전 149년경–127년    | 니코메데스 2세 에피파네스 비티니아의 왕 기원전 149년경–127년    | 니코메데스 2세 에피파네스 비티니아의 왕 기원전 149년경–127년    | 니코메데스 2세 에피파네스 비티니아의 왕 기원전 149년경–127년    | 니코메데스 2세 에피파네스 비티니아의 왕 기원전 149년경–127년    | 니코메데스 2세 에피파네스 비티니아의 왕 기원전 149년경–127년    |  |  | 아파마 ∞ 디에길로스 트라키아의 코티스 4세의 아들  | 아파마 ∞ 디에길로스 트라키아의 코티스 4세의 아들  | 아파마 ∞ 디에길로스 트라키아의 코티스 4세의 아들  | 아파마 ∞ 디에길로스 트라키아의 코티스 4세의 아들  | 아파마 ∞ 디에길로스 트라키아의 코티스 4세의 아들  | 아파마 ∞ 디에길로스 트라키아의 코티스 4세의 아들  |  |  |                 |                 |                 |                 |                 |                 |
|                              |                              |                              |                              |                              |                              |  |  |                                                      |                                                      |                                                      |                                                      |                                                      |                                                      |  |  | 니코메데스 2세 에피파네스 비티니아의 왕 기원전 149년경–127년    | 니코메데스 2세 에피파네스 비티니아의 왕 기원전 149년경–127년    | 니코메데스 2세 에피파네스 비티니아의 왕 기원전 149년경–127년    | 니코메데스 2세 에피파네스 비티니아의 왕 기원전 149년경–127년    | 니코메데스 2세 에피파네스 비티니아의 왕 기원전 149년경–127년    | 니코메데스 2세 에피파네스 비티니아의 왕 기원전 149년경–127년    |  |  | 아파마 ∞ 디에길로스 트라키아의 코티스 4세의 아들  | 아파마 ∞ 디에길로스 트라키아의 코티스 4세의 아들  | 아파마 ∞ 디에길로스 트라키아의 코티스 4세의 아들  | 아파마 ∞ 디에길로스 트라키아의 코티스 4세의 아들  | 아파마 ∞ 디에길로스 트라키아의 코티스 4세의 아들  | 아파마 ∞ 디에길로스 트라키아의 코티스 4세의 아들  |  |  |                 |                 |                 |                 |                 |                 |
|                              |                              |                              |                              |                              |                              |  |  | 카파도키아의 니사 카파도키아의 아리아라테스 6세의 딸 | 카파도키아의 니사 카파도키아의 아리아라테스 6세의 딸 | 카파도키아의 니사 카파도키아의 아리아라테스 6세의 딸 | 카파도키아의 니사 카파도키아의 아리아라테스 6세의 딸 | 카파도키아의 니사 카파도키아의 아리아라테스 6세의 딸 | 카파도키아의 니사 카파도키아의 아리아라테스 6세의 딸 |  |  | 니코메데스 3세 에우에르게테스 비티니아의 왕 기원전 127년경–94년 | 니코메데스 3세 에우에르게테스 비티니아의 왕 기원전 127년경–94년 | 니코메데스 3세 에우에르게테스 비티니아의 왕 기원전 127년경–94년 | 니코메데스 3세 에우에르게테스 비티니아의 왕 기원전 127년경–94년 | 니코메데스 3세 에우에르게테스 비티니아의 왕 기원전 127년경–94년 | 니코메데스 3세 에우에르게테스 비티니아의 왕 기원전 127년경–94년 |  |  | 라오디케 폰토스의 미트리다테스 5세의 딸           | 라오디케 폰토스의 미트리다테스 5세의 딸           | 라오디케 폰토스의 미트리다테스 5세의 딸           | 라오디케 폰토스의 미트리다테스 5세의 딸           | 라오디케 폰토스의 미트리다테스 5세의 딸           | 라오디케 폰토스의 미트리다테스 5세의 딸           |  |  |                 |                 |                 |                 |                 |                 |
|                              |                              |                              |                              |                              |                              |  |  | 카파도키아의 니사 카파도키아의 아리아라테스 6세의 딸 | 카파도키아의 니사 카파도키아의 아리아라테스 6세의 딸 | 카파도키아의 니사 카파도키아의 아리아라테스 6세의 딸 | 카파도키아의 니사 카파도키아의 아리아라테스 6세의 딸 | 카파도키아의 니사 카파도키아의 아리아라테스 6세의 딸 | 카파도키아의 니사 카파도키아의 아리아라테스 6세의 딸 |  |  | 니코메데스 3세 에우에르게테스 비티니아의 왕 기원전 127년경–94년 | 니코메데스 3세 에우에르게테스 비티니아의 왕 기원전 127년경–94년 | 니코메데스 3세 에우에르게테스 비티니아의 왕 기원전 127년경–94년 | 니코메데스 3세 에우에르게테스 비티니아의 왕 기원전 127년경–94년 | 니코메데스 3세 에우에르게테스 비티니아의 왕 기원전 127년경–94년 | 니코메데스 3세 에우에르게테스 비티니아의 왕 기원전 127년경–94년 |  |  | 라오디케 폰토스의 미트리다테스 5세의 딸           | 라오디케 폰토스의 미트리다테스 5세의 딸           | 라오디케 폰토스의 미트리다테스 5세의 딸           | 라오디케 폰토스의 미트리다테스 5세의 딸           | 라오디케 폰토스의 미트리다테스 5세의 딸           | 라오디케 폰토스의 미트리다테스 5세의 딸           |  |  |                 |                 |                 |                 |                 |                 |
|                              |                              |                              |                              |                              |                              |  |  |                                                      |                                                      |                                                      |                                                      |                                                      |                                                      |  |  |                                                                 |                                                                 |                                                                 |                                                                 |                                                                 |                                                                 |  |  |                                                   |                                                   |                                                   |                                                   |                                                   |                                                   |  |  |                 |                 |                 |                 |                 |                 |
|                              |                              |                              |                              |                              |                              |  |  |                                                      |                                                      |                                                      |                                                      |                                                      |                                                      |  |  |                                                                 |                                                                 |                                                                 |                                                                 |                                                                 |                                                                 |  |  |                                                   |                                                   |                                                   |                                                   |                                                   |                                                   |  |  |                 |                 |                 |                 |                 |                 |
|                              |                              |                              |                              |                              |                              |  |  |                                                      |                                                      |                                                      |                                                      |                                                      |                                                      |  |  | 니코메데스 4세 필로파토르 비티니아의 왕 기원전 94년경–74년      | 니코메데스 4세 필로파토르 비티니아의 왕 기원전 94년경–74년      | 니코메데스 4세 필로파토르 비티니아의 왕 기원전 94년경–74년      | 니코메데스 4세 필로파토르 비티니아의 왕 기원전 94년경–74년      | 니코메데스 4세 필로파토르 비티니아의 왕 기원전 94년경–74년      | 니코메데스 4세 필로파토르 비티니아의 왕 기원전 94년경–74년      |  |  | 소크라테스 크레스투스 왕위주장자                  | 소크라테스 크레스투스 왕위주장자                  | 소크라테스 크레스투스 왕위주장자                  | 소크라테스 크레스투스 왕위주장자                  | 소크라테스 크레스투스 왕위주장자                  | 소크라테스 크레스투스 왕위주장자                  |  |  | 비티니아의 니사 | 비티니아의 니사 | 비티니아의 니사 | 비티니아의 니사 | 비티니아의 니사 | 비티니아의 니사 |

## 참조
1. ↑  ἐβασίλευσε ebasileuse. The verb βασιλεύω basiléō comes from the noun βασιλεύς basileús ("king"), and means "to be king" or "to reign as king".
2. ↑  κρατήσας δὲ τῆς ἀρχῆς kratesas de tes arkhes.

## 참조 문헌
- Williams, Wynne, 편집. (1990). 《Correspondence with Trajan from Bythinia (Epistles X, 15–121)》. Oxford: Oxford University Press. 159쪽. ISBN 9780856684081. 2023년 3월 14일에 확인함.
- Olmstead, A. T. (2022). 《History of the Persian Empire》. Chicago: University of Chicago Press. 600쪽. ISBN 9780226826332. 2023년 3월 14일에 확인함.
- “Memnon: History of Heracleia”. 《attalus.org》. 번역 Smith, Andrew. 2004. 2023년 3월 14일에 확인함.